# Bărbatul care iubea copiii
„Bărbatul care iubea copiii” este cel mai cunoscut roman al scriitoarei Christina Stead. Prima ediție a fost publicată în anul 1940 dar numai în 1965 când este reeditat îi este recunoscută valoarea. Primește premiul Patrick White în 1974, iar revista Time include romanul în Top 100 cele mai bune romane în lima engleza din 1923-2005.
Povestea cu caracter autobiografic este bazat pe povestea familiei și adolescenței autoarei din Sydney Australia. Dar la insistențele editorului acțiunea se desfășoară în Washington DC și Baltimore iar nu în Sydney.

## Rezumatul intrigii
Romanul prezintă povestea numeroasei  familii Pollit, este realizat un portret îngrijorătoar a luptelor pentru putere și a suferinței, dar și a intimității și creativității care sunt ascunse în domeniul familial. Personajele Sam Pollit un naturalist din clasa muncitoare și soția sa Henny Collyer din Baltimore, tipologia femeii veșnic nemulțumite, determină firul narativ, oferind imaginea acțiunii din perspectiva unui mariaj dezastros.Rezultatul duce la realizarea unor multitudini de scene în care se trece de la comicul situației la înspăimântător într-o secundă.
Autoarea creează personaje deopotrivă verosimile și fascinante. Sam Pollit, cel care iubește copiii, se definește ca un amestec între carismă, egocentrism și creativitate. Ca forța dominatoare invită cititorii să urmărească jocurile pe care le face în interiorul familiei, cum își manipulează soția și copiii pentru a atinge idealul prestabilit de el din punct de vedere social și politic.
Se urmărește conflictul dintre Louie, fiica adolescentă și tatăl ei, dobândirea individualității de sine și de familie duc la schimbarea deznodământului șocant. Autoarea prezintă obiectiv un portret de familie care se găsește din ce în ce mai des în spatele ușilor înshise, nu sunt menajate nici personajele nici cititorii din înțelegerea rolurilor pe care le au membrii familiei.